# 云南鼩鼱
云南鼩鼱（学名：Sorex excelsus）为鼩鼱科鼩鼱属的动物。在中国大陆，分布于西藏、云南等地，可能在尼泊尔发现。该物种的模式产地在云南中甸县。